# 茫施路
茫施路是元朝在云南等处行中书省西部设置的一个路，位于今芒市一带。

## 历史
中统初年，“茫施蛮”内附元朝，元王朝在金齿地区设置了金齿等处宣抚司，至元八年（1271年）宣抚司分路，茫施位于东路安抚使境内，十二年（1275年）改称镇康路安抚使。十三年（1276年）从镇康路划出，置茫施路，隶宣抚司。茫施路在柔远路之南、怒江之西，位于腾冲府东南四日里程。茫施路辖有两个“甸”。
元缅战争后，元朝军队与行政官员退回内地，邻近的麓川路勐卯政权开始大规模扩张，茫施路实际属于麓川这一地方政权管理，元末已摆脱中央政府自治一方。明朝在此设置有芒施府。